# Legoli
Legoli is een dorp (frazione) in de Italiaanse gemeente Peccioli (provincie Pisa regio Toscane), gelegen op ongeveer 238 meter boven zeeniveau.
In Legoli staat de Capella di Santa Caterina. In deze kapel heeft de Italiaanse schilder Benozzo Gozzoli (1420-1497) in 1479 fresco’s aangebracht. Hij verbleef enige tijd in Legoli nadat hij uit Pisa gevlucht was voor een pestepidemie.

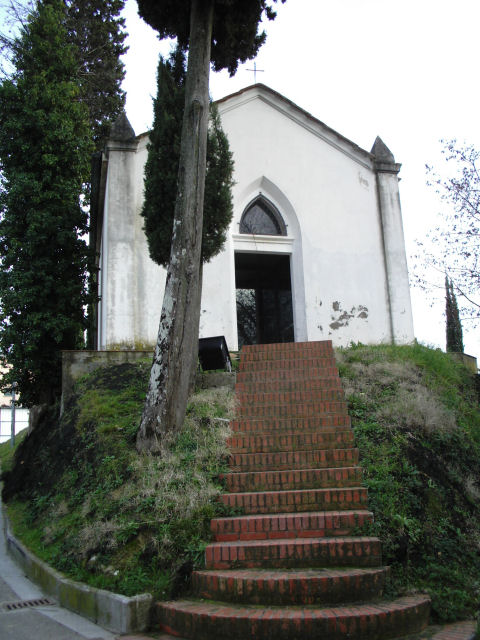
Kapel Santa Caterina in Legoli.